# Söjtöri ebéd
A söjtöri ebéd néven elhíresült „botrány” a Medgyessy-kormány által 2003. október 18-án, a Zala megyei Söjtörön Deák Ferenc születésének 200 éves évfordulója alkalmából tartott kihelyezett kormányüléssel kapcsolatban robbant ki.
A kormányülés idejére a parlamenten kívüli MIÉP odabuszoztatott híveivel tüntetést szervezett, szimpatizánsai folyamatos bekiabálásokkal és tojásdobálással zavarták meg Medgyessy beszédét, aki azt végül így nem mondta végig. Az egyik tojás a frissen átadott Deák-emlékház falán landolt.
Az ellenzéki Fidesz nagyívű populista kampányt indított az esemény kapcsán annak a folyamatnak az egyik első állomásaként, amelynek végén a Fidesz sikerrel hitette el magáról, hogy ők képviselik a népet, az egyszerű embereket az „urizáló luxusbaloldallal” szemben.

## Az ebéd
A kormány tagjai és a meghívottak számára a budapesti Mágnáskert étteremből szállították a felszolgált ebédet. Az egynapos program 2,4 millióba került, ebből 734 ezer forintot tett ki a kormányebéd 100 fő részére.

### A menü
Az ebéd az alábbi fogásokból állt:
- mandulával töltött angolna
- pácolt fogasfilé és fokhagymás parajjal tekert harcsa
- erdei gombaleves kakukkfüves vadhúsgombóccal
- házias borjúsült pirított borjúmájjal
- Rigó Jancsi
- gesztenyekupola
- diós holdacska

## Politikai hatása
A MIÉP tojásdobáló akciójától a Fidesz igyekezett elhatárolódni. Orbán Viktor pártelnök úgy vélte, a szólásszabadság a miniszterelnököt is megilleti. "Magyarországon ma demokrácia van, a demokráciának talán a szíve közepe a szólásszabadság; ha a miniszterelnök úr mondani akar valamit az embereknek, akkor az a helyes, ha elmondhatja. Másfelől pedig az embereknek joguk van elmondani a véleményüket, és a miniszterelnök úr helyesen teszi, ha meghallgatja, amit neki szánnak.” Boross Péter egykori kormányfő szerint, ami "Söjtörön történt, az árt a jobboldalnak, és ami árt a kormányképes jobboldalnak, azt el kell ítélni". Kuncze Gábor SZDSZ-elnök szerint a MIÉP-szimpatizánsok "hazaárulózó" bekiabálásai egyenes következménye volt annak, hogy a Fidesz és a jobboldal annak idején lebegtette a 2002-es magyarországi országgyűlési választás legitimitásának kétségbevonását.

### Kommunikációs hadjárat
Az ellenzéki Fidesz nagyívű kommunikációs hadjáratba kezdett a "botrány" napirenden való tartása érdekében. Szalai Annamária szerint a kormány megsértette a Zala megyei embereket azáltal, hogy a fővárosból hozatott ételt az ünnepségre. Rogán Antal ebben a mozzanatban szintén a vidéki emberek megalázását vélte felfedezni parlamenti felszólalásában. Az ellenzéki párt "cinikusnak" és "farizeusnak" titulálta Kovács László bocsánatkérését.
Az Index a söjtöri ebéd 15. évfordulós elemző írásában úgy vélte, a söjtöri ebéd abban az értelemben politikai mérföldkő, hogy a Fidesz ekkor kezdte építeni az "urizáló luxusbaloldal"-narratívát a szocialista–szabaddemokrata kormányokkal szemben. Mindeközben az akkori kabinet képtelen volt megfelelően kommunikálni az eseményt, és defenzívába szorult, annak ellenére, hogy az első Orbán-kormány szintén több száz kilométerről hozatott ebédet egy korábbi kihelyezett kormányülés alkalmával.
A Telex szintén felelevenítette az eseményeket a 20. évforduló alkalmából. Antal Attila politológus a magyarországi populista korszellem egyik első markáns megnyilvánulásának nevezte a söjtöri ebéd körül kialakult botrányt, annak a folyamatnak az egyik állomásaként, amelynek végén a Fidesz sikerrel hitette el magáról, hogy ők képviselik a népet, az egyszerű embereket a baloldal által képviselt társadalmi és gazdasági elittel szemben. Antal szerint a Medgyessy-kormány az SZDSZ "liberális antipopulizmusa" miatt képtelen volt megfelelően reagálni a Fidesz kommunikációs offenzívájára. Antal szerint 2003 fordulópont volt a Fidesz, mint párt életében (a pártelnökségbe visszatérő Orbán Viktor szintén ekkor vette fel a "népvezéri" szerepet), amelynek egyik jele volt Söjtör, és ez közvetve egy új korszak beköszöntét is jelenti a magyar politikatörténetben, mintegy előkészítve a 2010 utáni Nemzeti Együttműködés Rendszerét.

## Reakciók
"Megállapítást nyert, hogy az előkészítésben részt vevő munkatársak a helybeli és környékbeli cégek kelleténél szűkebb körénél tájékozódtak csak arról, hogy az ebéd megrendezésére tudnak-e vállalkozni, a teljes megye területén nem vizsgálták ezt a kérdést" - Pulay Gyula a Miniszterelnöki Hivatal közigazgatási államtitkára.
Az illetékesek azzal védekeztek, hogy a rendelésre azért volt szükség, mert Söjtörön nem volt a száz vendég ellátását biztosítani tudó étterem. A Magyar Hírlap megkeresésére azonban több környékbeli vendéglő is elvállalta volna a rendezvény lebonyolítását.
Kovács László később úgy fogalmazott: „Hiba volt a fővárosból, drágán hozatni az ételt … két pár virsli egy kis mustárral és tormával, és egy szelet barna kenyérrel elegendő lett volna.”
Végül az ebédet szervező Miniszterelnöki Hivatal két dolgozója írásbeli figyelmeztetésben részesült „a versenyeztetési feltétel kialakításában elkövetett hibák miatt”.
Verebes István, aki akkoriban Zala megyében élt, a Heti hetesben is kommentálta a söjtöri ebédet, miszerint nem igaz a kormány állítása, hogy nem találhattak volna a környéken olyan éttermet, amely képes lett volna száz embernek ebédet biztosítani. Példaként említette, hogy Zalaegerszegen nyolc olyan étteremről tud, ahol akár 500 emberre is tudnának főzni. A menüvel kapcsolatban, a luxusfogások helyett a következőket javasolta: lebbencsleves, sertéspörkölt nokedlival és lekváros palacsinta.